# ヤマハ・MOTION-LB5
MOTION-LB5（モーション・エルビーファイブ）は、日本のロックバンドであるFENCE OF DEFENSEのベーシスト、西村麻聡モデルヤマハ製エレクトリック・ベースである。

## 概要
- ヤマハが市販向けに製作したエレキベース：ヤマハ・LBシリーズを基にした西村麻聡モデルのシグネチャーモデル。5弦ベースにカスタマイズされている。（LBは一般向けは4弦タイプしかなかった）。1988年～1995年頃まで使用していた。
- 5弦ベースのため、ネック部分が重くなるのを解消するため、本人の希望によりチューナーをブリッジエンドに配置し、ヘッドレスタイプにカスタマイズして全体のバランスを保っていた。（リットー・ミュージック社「FENCE OF DEFENSE Ⅳ RED ON LEAD」バンドスコア より）
- ホワイトのプロトタイプを皮切りに、ブリッジの異なるもの、ロゴなしタイプ等弦高、テンションを変更したりして5本程度制作された。（リットー・ミュージック社「FENCE OF DEFENSE Ⅳ RED ON LEAD」バンドスコア より）
- 最近はヤマハ TRB-5をメインで使用しているため、滅多に登場していないが、2007年6月21日の20thライブ、2009年11月25日の「2235 ZERO GENERATION-UPDATE」にて久々に使用した。